# Hadley Richardson

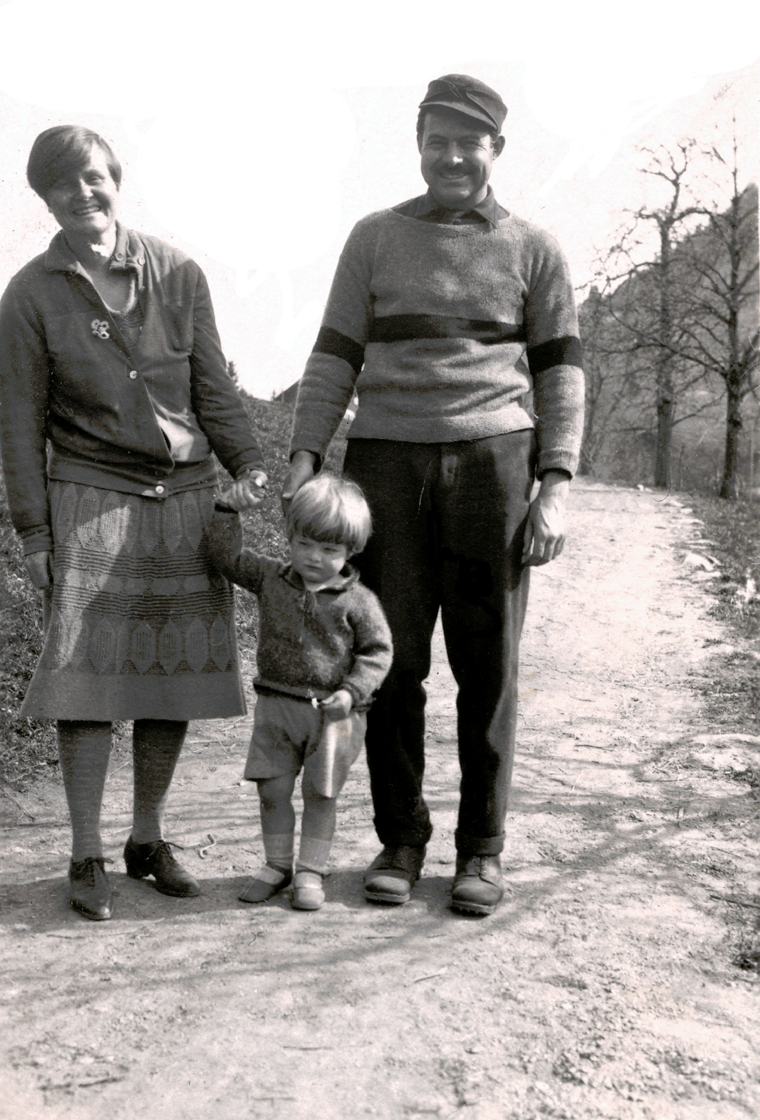
Richardson met Ernest Hemingway en hun zoon John Nicanor Hemingway in Schruns; Oostenrijk, in 1926

Elizabeth Hadley Richardson (Saint Louis (Missouri), 9 november 1891 - Lakeland (Florida), 22 januari 1979) was de eerste vrouw van de Amerikaanse schrijver Ernest Hemingway. 
De twee trouwden in 1921 na een verkering van minder dan een jaar, en verhuisden enkele maanden na hun huwelijk naar Parijs. Hemingway streefde daar een carrière als schrijver na, en via hem ontmoette Hadley andere expatriates - Britse en Amerikaanse schrijvers en kunstenaars die na de Eerste Wereldoorlog verkozen in Parijs te wonen. 
In 1925 kreeg Hadley lucht van Hemingways affaire met Pauline Pfeiffer; ze scheidde van hem in 1927 en hertrouwde in 1933 met Paul Mowrer, een journalist die ze ontmoette in Parijs.
Hemingways memoires A Moveable Feast gaan over de periode dat hij met Hadley in Parijs woonde in de jaren 1920. De memoires werden pas in 1964 gepubliceerd, drie jaar na Hemingways dood. 